# Stanisław Krakowiak
Stanisław Krakowiak (ur. 1 sierpnia 1903 w Częstochowie, zm. 22 czerwca 1962 w Częstochowie) – polski artysta fotograf. Członek rzeczywisty Okręgu Śląskiego Związku Polskich Artystów Fotografików. Członek założyciel częstochowskiego oddziału Polskiego Towarzystwa Fotograficznego.

## Życiorys
Stanisław Krakowiak mieszkał, pracował i tworzył w Częstochowie – fotografował od 1926 roku. Szczególne miejsce w twórczości Stanisława Krakowiaka zajmowała fotografia pejzażowa, fotografia architektury i fotografia portretowa. Przed wybuchem II wojny światowej uczestniczył w wystawach fotografów amatorów. Jego prace były częstokroć publikowane w wydawanych we Lwowie Wiadomościach Fotograficznych. W czasie okupacji jego dorobek fotograficzny przepadł zniszczony przez Niemców – podczas aresztowania Stanisława Krakowiaka w 1943 roku.
Po zakończeniu II wojny światowej dużą część jego twórczości stanowiła fotografia dokumentacyjna – architektury, miejsc, ulic, ludzi i życia codziennego Częstochowy. Na początku lat 50. był inicjatorem i współzałożycielem oddziału Polskiego Towarzystwa Fotograficznego w Częstochowie. Jest autorem i współautorem wielu wystaw fotograficznych; indywidualnych, zbiorowych, poplenerowych, pokonkursowych. Brał aktywny udział w Międzynarodowych Salonach Fotograficznych, był autorem wielu zdjęć publikowanych w prasie, wydawnictwach książkowych, albumach. W 1951 roku został przyjęty w poczet członków rzeczywistych Okręgu Śląskiego Związku Polskich Artystów Fotografików. W 1956 roku obchodził 30-lecie pracy twórczej, podsumowane wystawą jubileuszową Stanisława Krakowiaka, zorganizowaną w Muzeum Okręgowym w Częstochowie – w 1958 roku.
Stanisław Krakowiak zmarł w 1962 roku, pochowany na Cmentarzu Rakowskim w Częstochowie. Pozostawił po sobie zbiór około 30 000 zdjęć, którego częścią obecnie opiekuje się jego syn Ryszard Krakowiak.